# 閻鐸 (景泰進士)
閻鐸（1423年—？），字文振，陝西西安府興平縣人，軍籍，明朝政治人物。同進士出身。

## 生平
閻鐸考中陝西鄉試第六名。景泰二年（1451年）辛未科會試第九十七名，殿試考中進士第三甲第四十八名。天顺二年（1558年）任山西汾州知州。累官浙江布政司左參政。成化二年（1466年）出任顺天府府尹。成化六年（1470年），陕西道御史赵永亨弹劾其与延绥巡抚陈璘對饑荒坐視不管。閻鐸後來擔任浙江衢州府知府。

## 家族
曾祖閻遵道。祖父閻秉直。父閻通，曾任溧水縣巡檢。